# Devprayag

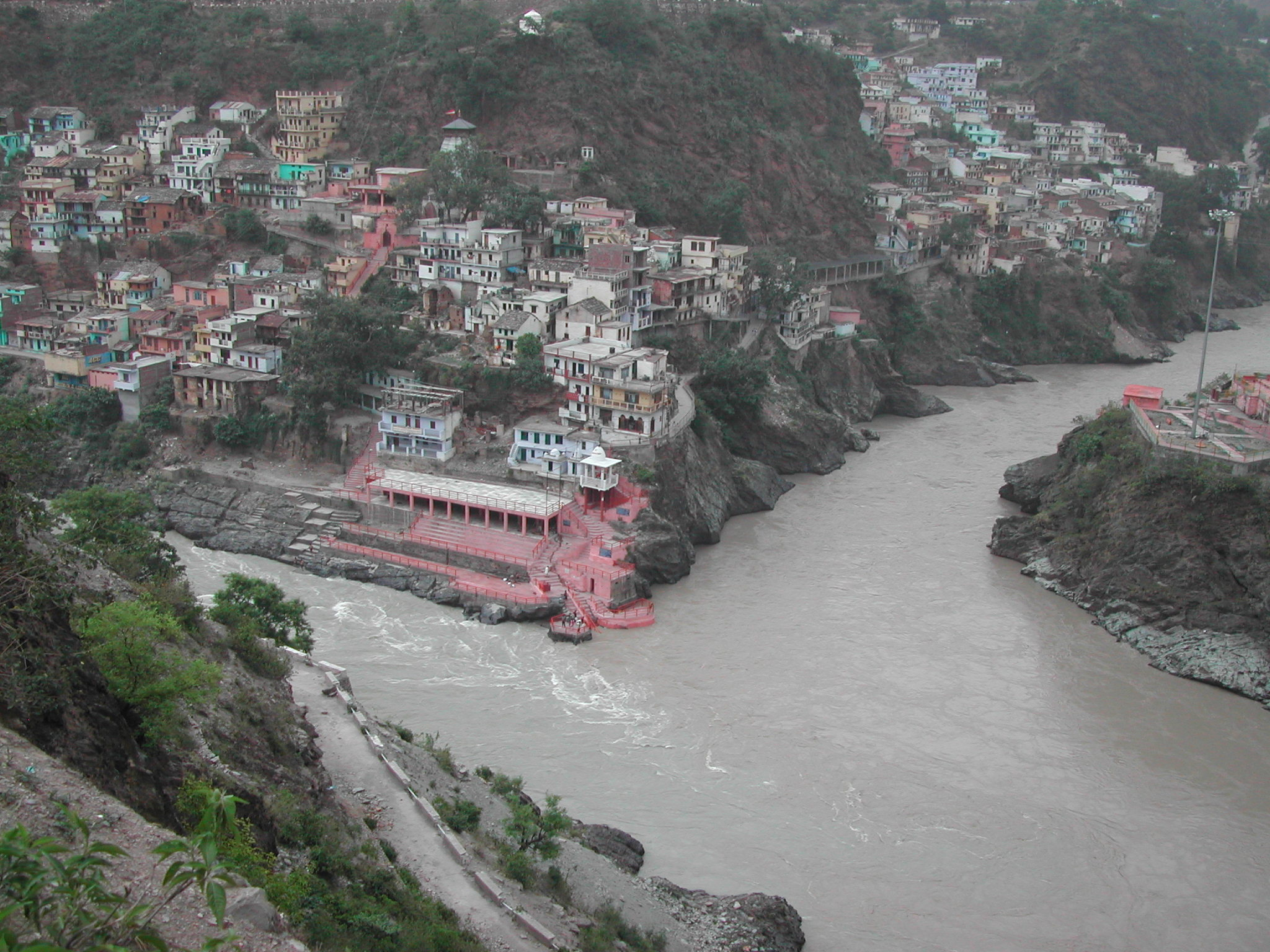
Punt de trobada del riu Bhagirathi (a l'esquerra) i el riu Alakananda

Devprayag ("Confluència divina") és el punt de trobada per al riu Bhagirathi (a l'esquerra) i el riu Alaknanda, els dos afluents himalaians més importants del Ganges. Per sobre de Deoprayag, cada un d'aquests rius té les seves identitats separades, per sota només hi ha el Ganges.
El ghat de Deoprayag fou construït amb múltiples alçades degut als diferents nivells que agafa el riu durant el monsó. És també la casa d'hivern dels pandas Badrinath (sacerdots de pelegrinatge hereditaris).